# Dongkou
Dongkou (chinesisch 洞口县, Pinyin Dòngkǒu Xiàn) ist ein Kreis der bezirksfreien Stadt Shaoyang in der chinesischen Provinz Hunan. Dongkou hat eine Fläche von 2.184 km² und 805.300 Einwohner (Stand: Ende 2018). Sein Hauptort ist die Großgemeinde Dongkou (洞口镇).

## Administrative Gliederung
Auf Gemeindeebene setzt sich der Kreis aus zehn Großgemeinden und zwölf Gemeinden, davon drei Nationalitätengemeinden, zusammen. 